# Kurt Russell

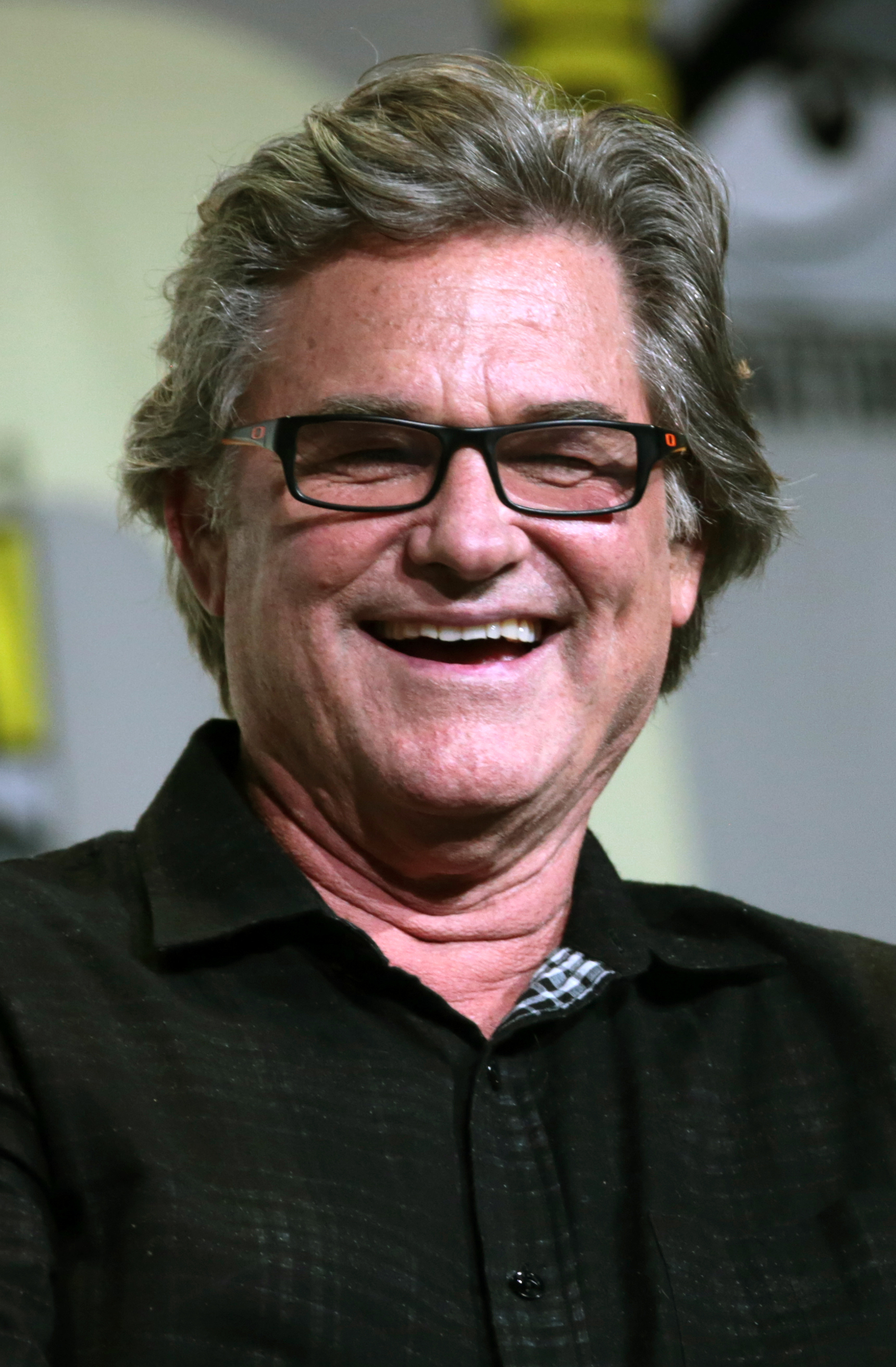
Kurt Russell auf der San Diego Comic-Con International 2016

Kurt Vogel Russell (* 17. März 1951 in Springfield, Massachusetts) ist ein US-amerikanischer Schauspieler. 
Russell trat bereits als Kind und als Jugendlicher in Fernsehserien auf und war ab den 1960er Jahren in zahlreichen Filmen der Walt Disney Company zu sehen. Bekannt wurde er 1981 als wortkarger Einzelkämpfer im futuristischen Actionfilm Die Klapperschlange. Er arbeitete später wiederholt mit den Regisseuren John Carpenter und Quentin Tarantino zusammen.

## Leben und Karriere
Kurt Russell ist der Sohn des Schauspielers Bing Russell. Bereits 1957 war er in der Fernsehserie Sugarfoot zu sehen. Seine Kino-Karriere begann 1963 mit einer Rolle in dem Elvis-Presley-Film Ob blond – ob braun, wo er im Abspann nicht erwähnt wurde.

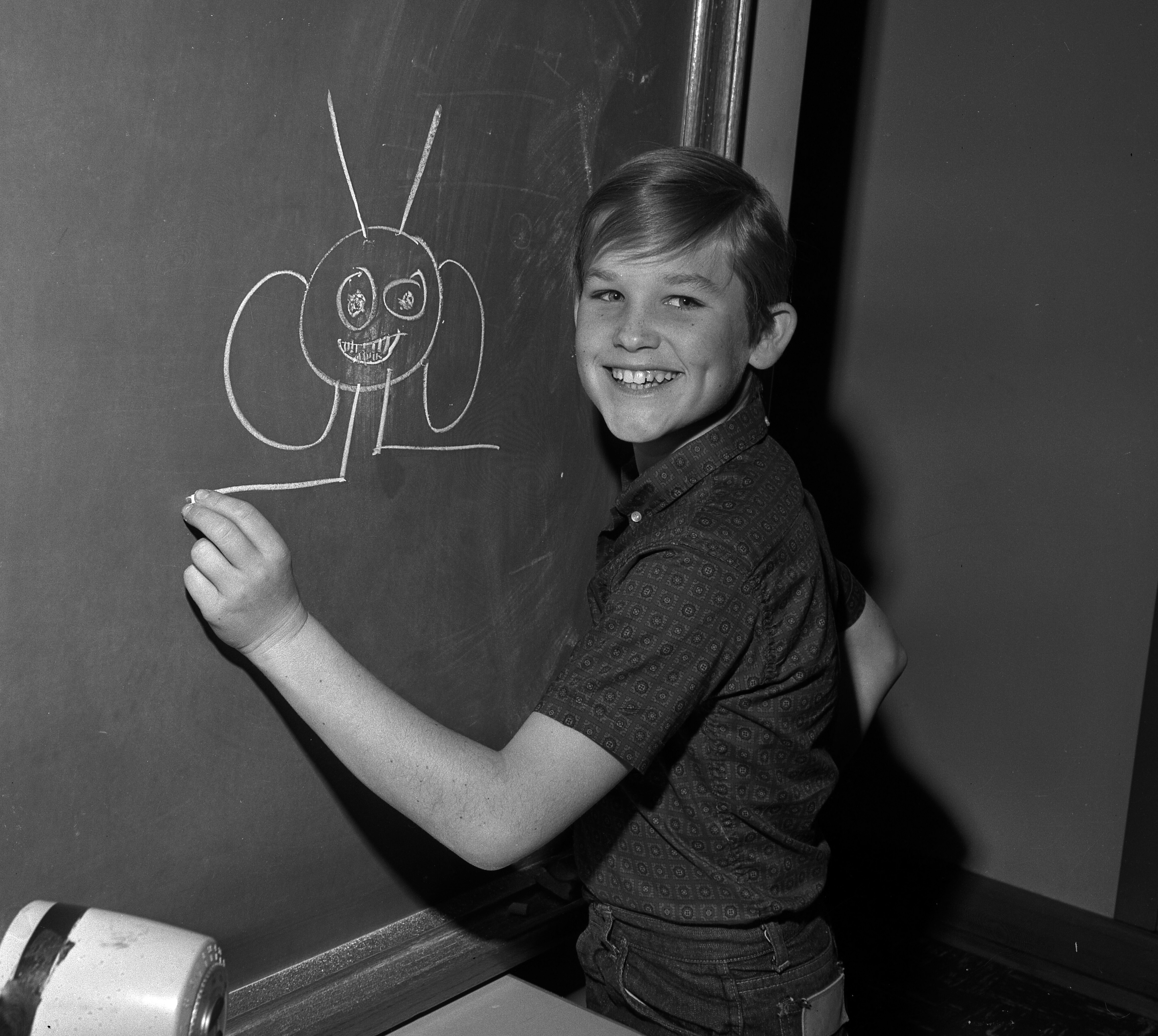
Kurt Russell im Alter von zwölf Jahren (1963)

Mit zwölf Jahren hatte er seinen ersten großen Auftritt in der Rolle des Jaimie McPheeters in der US-Fernseh-Westernserie The Travels of Jaimie McPheeters (1963–1964). In der Serie, die auf einem Buch von Robert Lewis Taylor basierte, waren auch Dan O’Herlihy, Charles Bronson und die damals sehr jungen Osmonds zu sehen.
Bald erhielt der junge Russell einen Vertrag über zehn Jahre mit der Walt Disney Company. Daraufhin spielte er Rollen in vielen Disneyfilmen wie Vierzig Draufgänger (1966), Superhirn in Tennisschuhen (1969) und Der Retorten-Goliath (1975). Die meisten dieser Filme inszenierte Robert Butler. 1970 nahm er außerdem ein erfolgloses, schlicht Kurt Russell betiteltes Pop-Album für Capitol auf.
Kurt Russell hatte außerdem, wie bereits sein Vater vor ihm, eine kurze Karriere als Baseballspieler. In den frühen 1970er-Jahren spielte er an der zweiten Base innerhalb einer Minor-League-Mannschaft der California Angels (mittlerweile Los Angeles Angels of Anaheim). Nachdem er sich eine Verletzung an der Rotatorenmanschette einer Schulter zugezogen hatte, war er gezwungen, sich 1973 aus dem Sport zurückzuziehen. Daraufhin wandte er sich wieder voll der Schauspielerei zu. Als George Lucas 1975 begann, für seinen Film Star Wars zu casten, war Kurt Russell einer der Vorsprecher für die Rolle des Han Solo, die letztlich jedoch mit Harrison Ford besetzt wurde. 1979 verkörpert er Elvis Presley im Fernsehfilm Elvis – The King. 
In den frühen 1980er Jahren wurde er dank John Carpenter vom Kinderstar zu einem bekannten Action-Darsteller in Filmen wie Die Klapperschlange (1981) und dem Horror-Klassiker Das Ding aus einer anderen Welt (1982). Einen weiteren Erfolg landete er 1986 mit Big Trouble in Little China. Kurt Russell versuchte sich nach den großen Erfolgen an humorvollen Einlagen wie Overboard – Ein Goldfisch fällt ins Wasser (1987) mit Goldie Hawn und Tango und Cash (1989) mit Sylvester Stallone. Er konnte jedoch nicht mehr an die früheren Erfolge anknüpfen und hielt sich mit weniger anspruchsvollen Filmen über Wasser. Russell startete in den 1990ern ein Comeback mit Filmen wie Backdraft – Männer, die durchs Feuer gehen (1991) und Fatale Begierde (1992), wofür er viel positive Kritik bekam. Außerdem spielte er 1994 in dem Science-Fiction-Film Stargate die Hauptrolle des Jack O’Neil. Als ab 1997 von Brad Wright, Jonathan Glassner und Robert C. Cooper dazu eine Serie produziert wurde, besetzte man diese Rolle allerdings mit Richard Dean Anderson.

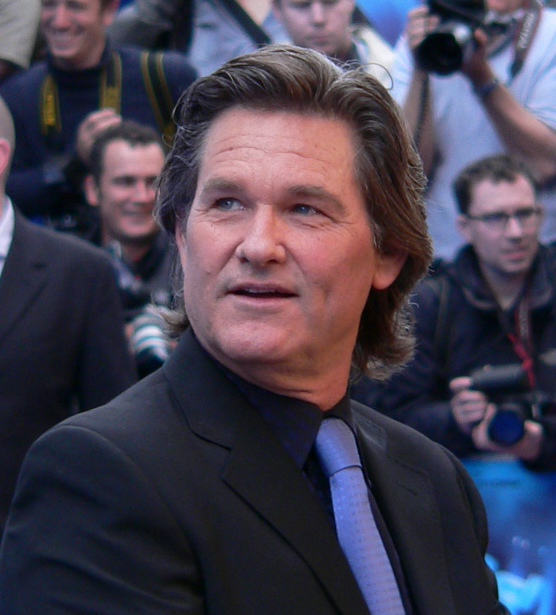
Kurt Russell (2006)

2006 war Russell in dem Katastrophenfilm-Remake Poseidon von Wolfgang Petersen zu sehen, der trotz überwiegend positiver Kritiken kaum kommerziellen Erfolg hatte. Noch im selben Jahr wurde er von Quentin Tarantino für die Rolle des Stuntman Mike in dessen Film Death Proof – Todsicher engagiert, die Tarantino ursprünglich Mickey Rourke angeboten hatte. 2015 spielte er in Tarantinos Film The Hateful Eight eine Hauptrolle als Kopfgeldjäger John Ruth. Im selben Jahr übernahm er in Fast & Furious 7 die Rolle des Mr. Nobody, die er auch im Nachfolgefilm Fast & Furious 8 spielte. 2017 war er in Guardians of the Galaxy Vol. 2 in der Rolle des Ego zu sehen. Im Folgejahr verkörperte er Santa Claus im Weihnachtsfilm The Christmas Chronicles.
Kurt Russells deutsche Stimme ist in fast allen seinen Filmen die von Manfred Lehmann.

### Familie
Kurt Russell war mit der Schauspielerin Season Hubley verheiratet, die er 1979 auf dem Set zu Elvis – The King kennengelernt hatte. Mit ihr zusammen hat er den Sohn Boston. Während seines Scheidungsverfahrens mit Hubley im Jahr 1983 traf Russell Goldie Hawn, mit der er seither liiert ist. Die beiden sind nicht verheiratet, haben aber einen Sohn, Wyatt Russell. Kurt übernahm des Weiteren die Vaterpflichten für Hawns Kinder aus der Ehe mit Bill Hudson, Oliver und Kate Hudson, die mittlerweile beide selbst Schauspieler sind.
Russell ist ein prominentes Mitglied der Libertarian Party, was ihm nach eigenen Aussagen das Leben in Hollywood recht schwer machte. Deshalb zog er bald in die Gegend um Aspen in Colorado, wo er sich als Autor versuchte und unter anderem am Drehbuch zu Flucht aus L.A. mitschrieb. Im Februar 2003 zogen Russell und Hawn nach British Columbia in Kanada, da ihr Sohn dort besser Eishockey spielen konnte.
Russell ist Hobby-Winzer und verkauft unter dem Label „GoGi“ vor allem Pinot noir und Chardonnay. Sein Interesse am Weinanbau wurde während der Dreharbeiten zu Death Proof geweckt, als er über Wochen hinweg das Santa Barbara County in den Weinbergen von Santa Rita Hills erkundete.

## Auszeichnungen
Kurt Russell wurde 1979 für den Fernsehfilm Elvis – The King für einen Emmy in der Kategorie Outstanding Lead Actor in a Limited Series or a Special nominiert. Für Silkwood erhielt er außerdem 1984 eine Nominierung zum Golden Globe Award als Bester Nebendarsteller. Die Disney-Studios ernannten ihn 1998 zur „Disney-Legende“.

## Filmografie (Auswahl)
- 1963: Ob blond, ob braun (It Happened at the World’s Fair)
- 1963–1964: The Travels of Jaimie McPheeters
- 1964, 1974: Rauchende Colts (Gunsmoke, Fernsehserie, 2 Folgen)
- 1964, 1966: Auf der Flucht (The Fugitive, Fernsehserie, 2 Folgen)
- 1965: Und knallten ihn nieder (Guns of Diablo)
- 1965: Gilligans Insel (Fernsehserie, Folge 1x19 Gilligan Meets Jungle Boy)
- 1966: Vierzig Draufgänger (Follow Me, Boys!)
- 1967: Mosby’s Marauders
- 1968: Das geheimnisvolle Treffen in Boyne Castle (Guns in the Heather)
- 1968: The One and Only, Genuine, Original Family Band
- 1968: Der Hengst im grauen Flanellanzug (The Horse in the Gray Flannel Suit)
- 1969: Superhirn in Tennisschuhen (The Computer Wore Tennis Shoes)
- 1970: Dad, Can I Borrow the Car? (Kurzfilm)
- 1971: Der barfüßige Generaldirektor (The Barefoot Executive)
- 1971: Die Gnadenlosen (Fools’ Parade)
- 1972: Es kracht – es zischt – zu seh’n ist nischt (Now You See Him, Now You Don’t)
- 1973: Charley und der Engel (Charley and the Angel)
- 1973: Superdad – Papa ist der Größte (Superdad)
- 1974: The New Land (Fernsehserie, 6 Folgen)
- 1975: Der Retorten-Goliath (The Strongest Man in the World)
- 1975: Search for the Gods (Fernsehfilm)
- 1975: Turm des Schreckens (The Deadly Tower)
- 1976: The Quest (Fernsehserie, 11 Folgen)
- 1977: Hawaii Fünf-Null (Fernsehserie, Folge 10x08)
- 1977: Christmas Miracle in Caufield, U.S.A. (Fernsehfilm)
- 1979: Elvis – The King (Elvis, Fernsehfilm)
- 1980: Amber Waves (Fernsehfilm)
- 1980: Mit einem Bein im Kittchen (Used Cars)
- 1981: Die Klapperschlange (Escape from New York)
- 1981: Cap und Capper (The Fox and the Hound; Stimme im englischen Original)
- 1982: Das Ding aus einer anderen Welt (The Thing)
- 1983: Silkwood
- 1984: Swing Shift – Liebe auf Zeit (Swing Shift)
- 1985: Das mörderische Paradies (The Mean Season)
- 1986: Rocket Man (Rocket Man – Der Beste aller Zeiten, The Best of Times)
- 1986: Big Trouble in Little China
- 1987: Overboard – Ein Goldfisch fällt ins Wasser (Overboard)
- 1988: Tequila Sunrise (Tequila Sunrise)
- 1989: Winter People – Wie ein Blatt im Wind (Winter People)
- 1989: Tango und Cash (Tango & Cash)
- 1991: Backdraft – Männer, die durchs Feuer gehen (Backdraft)
- 1992: Fatale Begierde (Unlawful Entry)
- 1992: Captain Ron
- 1993: Tombstone
- 1994: Forrest Gump (Stimme von Elvis Presley im englischen Original)
- 1994: Stargate
- 1996: Einsame Entscheidung (Executive Decision)
- 1996: Flucht aus L.A. (Escape from LA)
- 1997: Breakdown
- 1998: Star Force Soldier (Soldier)
- 2001: Crime is King (3000 Miles to Graceland)
- 2001: Vanilla Sky
- 2002: Interstate 60
- 2002: Dark Blue
- 2004: Miracle – Das Wunder von Lake Placid (The Miracle)
- 2005: Sky High – Diese Highschool hebt ab! (Sky High)
- 2005: Dreamer – Ein Traum wird wahr (Dreamer: Inspired by a True Story)
- 2006: Poseidon
- 2007: Death Proof – Todsicher (Grindhouse: Death Proof)
- 2007: Cutlass
- 2011: Touchback
- 2013: The Art of the Steal – Der Kunstraub (The Art of the Steal)
- 2015: Fast & Furious 7 (Furious 7)
- 2015: The Hateful Eight
- 2015: Bone Tomahawk
- 2016: Deepwater Horizon
- 2017: Fast & Furious 8 (The Fate of the Furious)
- 2017: Guardians of the Galaxy Vol. 2
- 2018: The Christmas Chronicles
- 2019: Once Upon a Time in Hollywood
- 2019: Crypto – Angst ist die härteste Währung (Crypto)
- 2020: The Christmas Chronicles: Teil zwei (The Christmas Chronicles: Part Two) (auch Produzent)
- 2021: Fast & Furious 9 (F9)
- 2021, 2023: What If…? (Fernsehserie, 3 Folgen, Stimme)
- 2023: Monarch: Legacy of Monsters (Fernsehserie)
- 2025: The Rivals of Amziah King

## Diskografie (Auszug)
Alben
- 1971: Kurt Russell

Singles
- 1969: I Believe In Love / It Ain’t Gonna Rain Anymore
- 1971: Hey Baby I Love You / Baby Believe Me
- 1971: Dizzy